# Hvid Schweizisk Hyrdehund
En Hvid Schweizisk Hyrdehund er en hunderace, der stammer fra USA og Canada, og kom til Europa (Schweiz) i 1970'erne.